# Lorenz Hörnig
Lorenz Hörnig (* um 1577 in Apolda; † 12. März 1624 in Pirna) war ein deutscher Bildhauer.

## Leben
Lorenz Hörnig (andere Namensformen Hörnick, Hörnigk, Hörningk, Hörnung, Hornig, Hornigk, Hornung) stammt aus einer Apoldaer Familie, die bereits im Erbbuch von 1549 erwähnt wird. Nach Lehrjahren in Thüringen kam Hörnig während seiner Gesellenzeit spätestens 1599 nach Pirna, und an dieses Datum knüpft sich die Schätzung seines Geburtsjahres 1577. Er arbeitete zunächst bei dem Pirnaer Bildhauer Michael Schwenke und hatte später eine eigene Werkstatt. Hörnig zählt zu den bedeutendsten Bildhauern des Manierismus in Sachsen.

## Werke

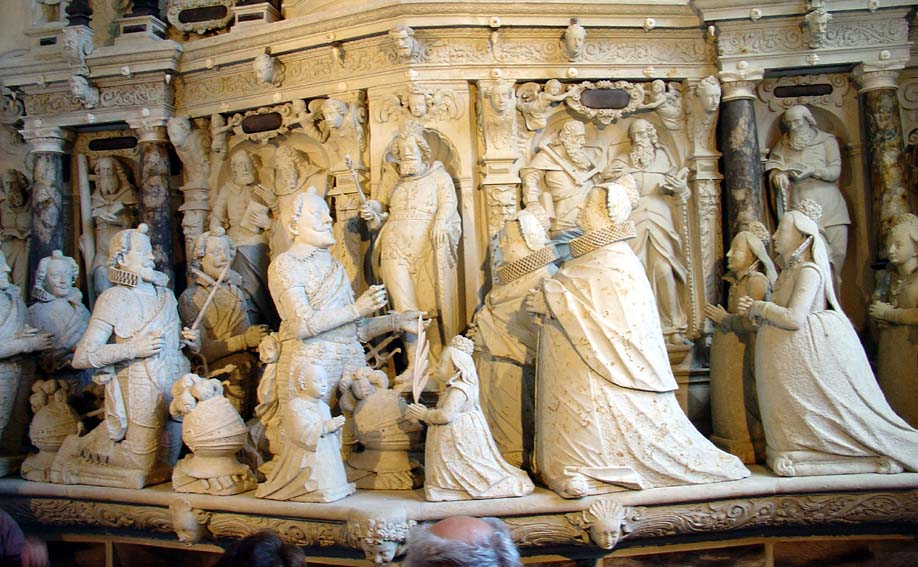
Epitaph der Bünaukapelle in der Stadtkirche Lauenstein (um 1610)

- 1611–1613 Epithapien in der Stadtkirche Lauenstein (Ortsteil von Altenberg)
- 1620 Bildwerke in der Kirche von Oelsen (Ortsteil von Bad Gottleuba-Berggießhübel)
- 1622 Teufelserker in Pirna
- 1606, 1607, 1623/24 Altar und Taufstein in den Kirchen von Roudnicky (Raudnick) und Svádov (Schwaden) bei Ústí nad Labem (Aussig)

## Zitat
Was in der Grablege der Wettiner im Freiberger Dom "die Bronze an Genauigkeit bei der Darstellung der Kurfürsten und ihrer Frauen ermöglichte, leistete der Sandstein unter den Händen des Meisters Hornung bei den mehr als lebensgroßen Statuen der vielköpfigen Bünau-Familie wie durch Zauberei. Nie wieder ist es gelungen, in sächsischem Sandstein Haut, Haar, Eisen und Stoffqualitäten so präzis wiederzugeben."
(Joachim Menzhausen: Kulturlandschaft Sachsen. Ein Jahrtausend Geschichte und Kunst. Amsterdam, Dresden 1999, S. 124–125)